# Cloniophorus vittiger
Cloniophorus vittiger es una especie de escarabajo longicornio del género Cloniophorus, tribu Callichromatini, subfamilia Cerambycinae. Fue descrita científicamente por Schmidt en 1922.

## Descripción
Mide 13-18 milímetros de longitud.

## Distribución
Se distribuye por Camerún, Costa de Marfil, República Democrática del Congo y Togo.